# Kupgallen
Kupgallen war ein Ort im ostpreußischen Kreis Heiligenbeil. Seine Ortsstelle liegt heute im Gebiet des Munizipalkreises Rajon Bagrationowsk (Stadtkreis Preußisch Eylau) in der Oblast Kaliningrad (Gebiet Königsberg (Preußen)) der Russischen Föderation.

## Geographische Lage
Die Ortsstelle Kupgallen liegt 500 Meter nördlich der russisch-polnischen Staatsgrenze und westlich des Flüsschens Kornewka (deutsch Stradick) im südlichen Westen der Oblast Kaliningrad. Bis zur früheren Kreisstadt Heiligenbeil (russisch Mamonowo) sind es 24 Kilometer in westlicher Richtung, und die heutige Rajonshauptstadt Bagrationowsk (deutsch Preußisch Eylau) liegt 23 Kilometer in östlicher Richtung entfernt.

## Geschichte
Der seinerzeitige Gutsort Kubekalben wurde um 1455 erstmals urkundlich erwähnt und nach 1455 Kappegeln, nach 1480 Cuppegall, nach 1512 Kubgallen und schließlich nach 1785 Kupgallen genannt. 1874 wurde der Gutsbezirk Kupgallen in den neu errichteten Amtsbezirk Jäcknitz (russisch Usornoje) im ostpreußischen Kreis Heiligenbeil eingegliedert. eingegliedert, aber bereits am 18. August 1881 von dort in den Amtsbezirk Maraunen (russisch Michailowskoje) umgegliedert.
Am 1. Dezember 1910 zählte Kupgallen 91 Einwohner.
Am 30. September 1928 verlor der Gutsbezirk Kupgallen seine Eigenständigkeit und wurde nach Kuyschen (1938 bis 1945 Kuschen, kein russischer Name bekannt) eingemeindet, das seinerseits am 12. Juli 1929 in den Amtsbezirk Jäcknitz zurückgegliedert wurde.
1945 kam Kupgallen in Kriegsfolge mit dem gesamten nördlichen Ostpreußen zur Sowjetunion. Unmittelbar im russisch-polnischen Grenzgebiet gelegen fand wohl nur eine sehr geringe oder auch gar keine Besiedlung des Ortes statt. Schon in den ersten Nachkriegsjahren verliert sich seine Spur, eine russische Namensgebung liegt nicht vor, auch kein Beleg der Zugehörigkeit zu einem Dorfsowjet. So war der Ort wohl bald verwaist, er findet keine Erwähnung mehr und gilt heute als untergegangen.

## Religion
Bis 1945 war Kupgallen dem Kirchspiel der evangelischen Kirche Zinten (russisch Kornewo) in der Kirchenprovinz Ostpreußen der Kirche der Altpreußischen Union zugeordnet. Römisch-katholischerseits gehörte das Dorf zur Pfarrei Heiligenbeil (Mamonowo) im damaligen Bistum Ermland.

## Verkehr
Durch Kupgallen verlief bis 1945 die deutsche Reichsstraße 126, die sich in Nord-Süd-Richtung durch Ostpreußen zog. Aus nördlicher Richtung endet diese Straße heute an der wegen seiner Grenznähe nicht mehr zugänglichen Ortsstelle Kupgallens, und sie geht – ohne eine offizielle Grenzübergangsstelle – auf polnischer Seite bei Głębock (Tiefensee) in die Woiwodschaftsstraße 510 über. Vor 1945 war das Dorf Arnstein (heute polnisch Jarzeń) die nächste Bahnstation. Sie lag an der Bahnstrecke Königsberg–Zinten–Rothfließ–Niedersee.